# Blow by Blow
Blow by Blow (1975) è il primo disco solista a nome del chitarrista britannico Jeff Beck.

## Il disco
Questo lavoro è considerato non solo uno dei vertici della carriera dell'ex Yardbird, ma pure una pietra miliare del rock strumentale, genere in cui l'album rientra pienamente, se si eccettua il brano She's a Woman, nel quale il musicista inglese ricorre all'utilizzo del talk box.
Come contenuti musicali il disco si discosta dai precedenti basati prevalentemente sul rock, attuando invece un deciso spostamento verso territori funky e fusion, al tempo in voga. Del suo disciolto Jeff Beck Group, il chitarrista conserva l'apporto del solo Max Middleton, decisivo per fornire una componente soul ad alcuni brani, grazie all'utilizzo di strumenti musicali come il Fender Rhodes, il clavinet e vari sintetizzatori. Altro contributo degno di nota è quello del batterista Richard Bailey, a suo agio sia con ritmi jazz funk, che con tempi composti.
Va sottolineato anche il notevole livello qualitativo delle composizioni, che spaziano da brani firmati dal solo Middleton, a collaborazioni tra quest'ultimo e lo stesso Beck; nella scaletta figurano perfino due brani scritti da Stevie Wonder (Cause We've Ended as Lovers, incisa nel 1974 da Syreeta Wright per l'album "Stevie Wonder presents: Syreeta" e l'inedita Thelonius), nonché la già citata She's a Woman, originariamente incisa dai Beatles nel 1964.
Proprio George Martin, ex collaboratore dei Fab Four, si occupa della produzione dell'album, nonché degli arrangiamenti orchestrali, ed il suo "tocco" emerge soprattutto in Scatterbrain e Diamond Dust.
Infine occorre menzionare le straordinarie performance chitarristiche di Beck, soprattutto in brani come l'iniziale You Know What I Mean, Air Blower, la già citata Scatterbrain, Cause We've Ended as Lovers (dedicata a Roy Buchanan), forse il vertice dell'"album", nonché Freeway Jam.

## Tracce

### Lato A
1. You Know What I Mean (Jeff Beck, Max Middleton) - 4:06
2. She's a Woman (John Lennon, Paul McCartney) - 4:31
3. Constipated Duck (Jeff Beck) - 2:48
4. Air Blower (Jeff Beck, Max Middleton, Phil Chenn, Richard Bailey) - 5:09
5. Scatterbrain (Jeff Beck, Max Middleton) - 5:40

### Lato B
1. Cause We've Ended as Lovers (Stevie Wonder) - 5:42
2. Thelonius (Stevie Wonder) - 3:16
3. Freeway Jam (Max Middleton) - 4:58
4. Diamond Dust (Bernie Holland) - 8:25

## Formazione[3]
- Jeff Beck - Chitarra
- Max Middleton - Tastiere
- Phil Chenn - Basso
- Richard Bailey - Batteria, percussioni
- George Martin – arrangiamento orchestrale

## Produzione[3]
- George Martin – produttore
- John Collier – grafica di copertina
- John Berg – design
- Denim Bridges – ingegnere del suono
- Una produzione Equator registrata agli studi di registrazione AIR Studios, di Londra.

## Curiosità
- Pino Daniele considerava Blow By Blow uno degli album decisivi per la sua formazione come chitarrista[4].